# Schizomyia petiolicola
Schizomyia petiolicola är en tvåvingeart som beskrevs av Ephraim Porter Felt 1908. Schizomyia petiolicola ingår i släktet Schizomyia och familjen gallmyggor. Inga underarter finns listade i Catalogue of Life.